# Aleksa Ilić
Aleksa Ilić (in montenegrino Алекса Илић; Nikšić, 17 settembre 1996) è un cestista montenegrino.

## Carriera
Con il Montenegro ha disputato i Campionati europei del 2022.

## Palmarès

### Competizioni nazionali
- Campionato montenegrino: 4

Budućnost: 2015-16, 2016-17, 2018-19, 2020-21
- Coppa del Montenegro: 7

Budućnost: 2016, 2017, 2018, 2019, 2020, 2021, 2023

### Competizioni internazionali
- Lega Adriatica: 1

Budućnost: 2017-18